# Chondrocidaris brevispina
Espèce
Chondrocidaris brevispina, communément appelé Oursin-framboise, est une espèce d'oursins tropicaux de la famille des Cidaridae, aux piquants en forme de framboise.

## Description
C'est un grand oursin régulier, caractérisé par ses radioles (piquants) peu nombreuses, mais particulièrement épaisses et robustes, mais très courtes, et terminées par un cône rose spongieux évoquant une framboise. Celui-ci contient en fait des piquants calcaires et une grande quantité de petits poils très fins, qui constituent cette étonnante matière spongieuse, à l'utilité mystérieuse. Leur col est brun orangé ou verdâtre, lisse, luisant et allongé (jusqu'à 20 mm). 
Le test est couvert de radioles secondaires courtes en forme d'écailles, généralement jaune vif. Le test (coquille) mesure entre 60 et 100 mm de diamètre maximum ; il est sphérique, relativement épais et comprimé, et comme chez tous les oursins réguliers, structuré selon une symétrie pentaradiaire (centrale d'ordre 5) reliant la bouche (péristome) située au centre de la face orale (inférieure) à l'anus (périprocte) situé à l'apex aboral (pôle supérieur).

## Habitat et répartition
On trouve cet oursin principalement en Océanie, notamment en Nouvelle-Calédonie mais aussi en Indonésie, Australie tropicale, îles Loyauté et Samoa. 
Cet oursin assez rare se rencontre en dessous de 10 m de profondeur (plus commun en dessous de 30) et jusqu'à de grandes profondeurs. C'est une espèce nocturne et discrète.

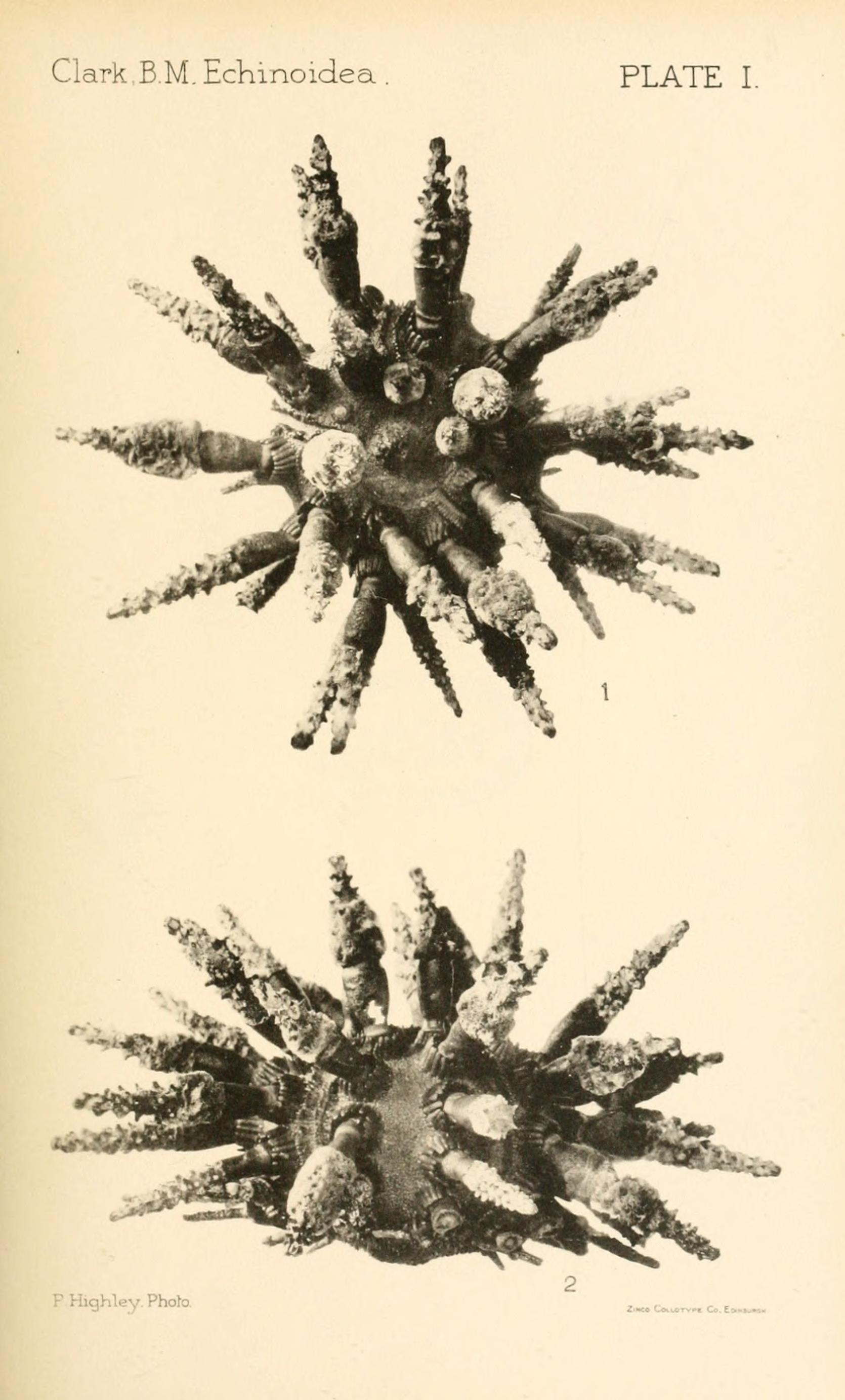
Photographie ancienne d'un spécimen de muséum.

## Étymologie
Son nom spécifique, du latin brevis, « court », et spina, « épine », fait référence à la petitesse de ses piquants.

## Publication originale
- Hubert Lyman Clark, British Museum (Natural History). Department of Zoology., A catalogue of the recent sea-urchins (Echinoidea) in the collection of the British Museum (Natural History) (publication), Inconnu, Londres, 1925, [lire en ligne].